# A16 (Kasachstan)
Die A16 ist eine wichtige Straße in Kasachstan, in der Mitte des Landes gelegen. Die Straße ist eine lange Nord-Süd-Route von Zhezkazgan nach Petropawl.

## Straßenbeschreibung
Die A16 beginnt in der Stadt Zhezkazgan in der Mitte von Kasachstan. Sie kreuzt hier die A17. Die Straße führt dann an der Stadt Nikolskij vorbei. Die A16 verläuft dann nach Norden durch eine hügelige steppenartige, fast wüstenartige Gegend.
Zwischen Tasty-Taldy und Derschawinsk in 2025 neu asphaltiert. Die Route führt ziemlich parallel zum Fluss Ischim. Westlich von Ruzaevka überquert sie die wichtige M36. Die Straße führt dann weiter nordöstlich und endet kurz vor Petropawl auf der A1.

## Geschichte
Die A16 wurde im Jahr 2011 umnummeriert. Die Straße folgt der ehemaligen A342 über die gesamte Länge. Die A16 ist von strategischer Bedeutung, da um Zhezkazgan bedeutender Bergbau ist und sie ist eine der wenigen Straßen im Zentrum von Kasachstan.

## Großstädte an der Autobahn
- Schesqasghan
- Ruzaevka
- Petropawl